# El ángel de Aurora
El Ángel de Aurora é uma telenovela mexicana produzida por Roy Rojas para a TelevisaUnivision e exibida pelo Las Estrellas de 29 de junho de 2024 a 2 de fevereiro de 2025, substituindo Vivir de Amor e encerrando a exibição de novelas inéditas na faixa, dando lugar a episódios duplos de La Rosa de Guadalupe e, posteriormente, a reprise de La Fea Más Bella
É baseada na novela Muchachita de 1986, criada por Ricardo Rentería, e adaptada por Jaime Sierra e Helena Aguilera.
É protagonizada por Jorge Salinas, Natalia Esperón, Rafael Novoa, Paulina Matos e Moisés Peñaloza e antagonizada por José Pablo Minor, Marisol del Olmo, Rocío Verdejo, Ligia Uriarte, Juan Pablo Gil, Lalo Palacios, Karla Gómez e René Casados e conta com actuações estelares de Gabriela Carrillo, Paco Rueda, Christian Ramos, Pablo García, Priscila Osorio e Pedro Sicard e participação do primeiro ator Roberto Blandón, e as primeiras atrizes Gabriela Rivero e Nubia Marti.

## Sinopse
Na juventude, Aurora ficou noiva de Antonio Murrieta, que a ama profundamente. A irmã de Aurora, Jezabel, ao ver sua felicidade, fica cheia de ciúmes que a faz planejar o impensável com a intenção de destruí-la. No auge do ressentimento, Jezabel entrega Aurora nas mãos de um pedreiro apelidado de El Pintas, que a estupra, engravidando-a de um filho que se chamará Gabriel. As manipulações e mentiras de Jezabel fazem com que Antonio abandone Aurora, com Gabriel nos braços, no dia do casamento. Cego pelo seu sexismo, Miguel, pai de Aurora, arranca-lhe o filho e entrega-o a Pascual Santos, que o cria com a sua esposa Victoria.
Vinte e nove anos depois, Gabriel é hoje Ángel Santos, um homem de educação humilde, mas com valores familiares mais fortes. O destino traz a vida de Ángel para Helena Murrieta, filha de Antonio. Helena é uma jovem idealista e empreendedora que começa a trabalhar no Corporativo Campero como Gerente de Marketing. Ángel e Helena se apaixonam, porém Helena é namorada de Demián, filho de Jezabel, que herdou de sua mãe a capacidade de manipular, e por sua ambição está disposto a passar por cima de todos, até mesmo de sua própria família.
Apesar de todos os anos que se passaram, Aurora não perde a esperança de reencontrar o filho Gabriel e descobre que poderá voltar a amar graças a Julio César Rey, advogado do Corporativo Campero, onde é presidente. Porém, a volta de Antonio à vida de Aurora, como sócio acionista da empresa, trará de volta lembranças de traição e dor de quando a deixou abandonada no altar.

## Elenco
- Jorge Salinas - Antonio Murrieta Martínez
- Natalia Esperón - Aurora Campero Navarro de Rey
- Rafael Novoa - Julio César Rey Williams
- Paulina Matos - Helena Murrieta Almada de Morga
- Moisés Peñaloza - Ángel Santos Bonilla / Ángel Gabriel Campero Navarro
- José Pablo Minor - Demián Morga Campero
- Marisol del Olmo - Jezabel Campero Navarro
- Gabriela Rivero - Victoria Bonilla Mercado de Santos
- Roberto Blandón - Pascual Santos Flores
- Rocio Verdejo - Patricia Gil López del Valle
- Ligia Ugarte - Briana Querol Gil
- Juan Pablo Gil - Edgar Bautista Muñoz
- Gabriela Carrillo -	Casandra Ávila Villarreal
- Nubia Martí - Esperanza Castro de Calvario
- Lalo Palacios - El Morro
- Karla Gómez - Elvia Román Gutiérrez
- Paco Rueda - Gregorio "Glorio" González
- Christian Ramos - Aquiles Amor Dosamantes
- Priscila Osorio - Margarita "Maggy" Pérez
- Isabela Vázquez - Ana "Anita" Santos Bonilla
- Jaden Suárez León - Rolando "El Rolas" Pérez
- Pablo García - Luis Alberto Rey Parisi
- Pedro Sicard - Fabrizio Morga Carballo
- Leonardo Daniel - Miguel Campero Acuña
- René Casados - Juventino Macías Rosales “El Pintas” / Romualdo García García
- Alexis Ceballos - Antonio Murrieta Martínez (jovem)
- Valeria Florian - Aurora Campero Navarro (jovem)
- Daniella Cortes - Jezabel Campero Navarro (jovem)
- Isabella Serdann - Victoria Bonilla Mercado de Santos (jovem)
- Christopher Valencia - Pascual Santos Flores (jovem)
- Cristela Escapita - Briana Querol Gil (menina)
- Marco Cordero - Fabrizio Morga Carballo (jovem)
- Alejandro Valencia - Juventino Macías Rosales “El Pintas” (jovem)
- Dayana Garroz - Pina "Teté" Bautista Muñoz
- Arturo Beristaín - José "Pepe La Hierba"
- Juan Bernardo Flores - El Motor
- Santiago Durán Ramírez - Matías Ortíz "El Guagüi"
- Sebastián Fouilloux - Vicente Borroso "El Vampi"
- Osvaldo Ortiz - El Titi
- Jorge Melo - Marcos Saldívar
- Jorge de Marin - Jiménez
- Armando Coria - Don Palmiro
- Laia Fernández - Tania
- Jaime Sierra - Padre Agustín Virgilio
- Job Adán	- Rubén
- Maribel Fernández - María Eugenia "Maru"
- Raquel Bustos - Pupina
- Ela Cegali - Ada
- Sionn Jenn - Carmen "Carmelita"
- Alexia Marian - Marita
- Hilario Jonguitude - Dr. Mendiola
- María Pura - Dra. Rubio
- Edu Betancurt - Carlos
- Margarita Rodarte - Linethe
- Andrea Rossell - Mané
- Cristela Escapita	- Briana Querol Gil (menina)
- César Acosta - Eduardo Rey Parisi
- Karolina Gutzce
- July Calderón - Jazmín
- Zaira Navarro - Chayo
- Tamara Mejia - Julia

## Produção
Em 25 de março de 2024, o produtor executivo Roy Rojas anunciou El ángel de Aurora como título da novela. É sua primeira novela como único produtor executivo. Em 15 de abril de 2024, Natalia Esperón, Jorge Salinas e Rafael Novoa foram anunciados nos papéis principais. Dias depois, Paulina Matos, Moisés Peñaloza e José Pablo Minor foram confirmados no elenco. As filmagens começaram em 10 de maio de 2024.

## Exibição
O capítulo 47 não foi exibido em 1º de outubro devido à cerimônia de posse de Claudia Sheinbaum.
Inicialmente prevista para terminar em 17 de janeiro de 2025, uma sexta-feira, com 125 capítulos, El Ángel de Aurora foi estendida por mais uma semana devido ao grande sucesso, encerrando-se em 26 de janeiro de 2025, um domingo, com 132 capítulos. Posteriormente, a novela foi estendida novamente por mais uma semana, finalizando em 2 de fevereiro de 2025, um domingo, totalizando 136 capítulos.
A novela inicialmente seria substituída por Regalo de Amor, produção de Silvia Cano. No entanto, a faixa das 16h30, que havia sido reativada em 2020 com Quererlo Todo, foi encerrada novamente, dando lugar a episódios duplos de La Rosa de Guadalupe.

## Audiência
| Horário               | # Eps. | Estreia             | Estreia           | Final                  | Final           | Posição | Temporada | Classificação geral |
| Horário               | # Eps. | Data                | Primeiro capítulo | Data                   | Último capítulo | Posição | Temporada | Classificação geral |
| --------------------- | ------ | ------------------- | ----------------- | ---------------------- | --------------- | ------- | --------- | ------------------- |
| Segunda – Sexta 16h30 | 136    | 29 de julho de 2024 | *-*               | 2 de fevereiro de 2025 | *-*             | #1      | 2024-2025 | *-*                 |